# Wilhelm Kaufmann (Maler, 1901)
Wilhelm Kaufmann (* 18. März 1901 in Salzburg; † 3. September 1999 ebenda) war ein österreichischer Maler und Weltbürger, der sich auch durch seinen Einsatz für den Erhalt der Salzburger Stadtlandschaften und das architektonische Gesicht der Stadt bleibende Verdienste erwarb.

## Leben
Seine Malerarbeiten nahm ihren Beginn in einem stark romantisch geprägten Lebensgefühl. Im Kreis der Jugendbewegung „Wandervogel“ aufgewachsen, wurde er nach einem Malerstudium an der Wiener Kunstgewerbeschule (heute Akademie für angewandte Kunst in Wien) 1923 Mitarbeiter Anton Faistauers bei der Gestaltung der Fresken in der Morzger Pfarrkirche.

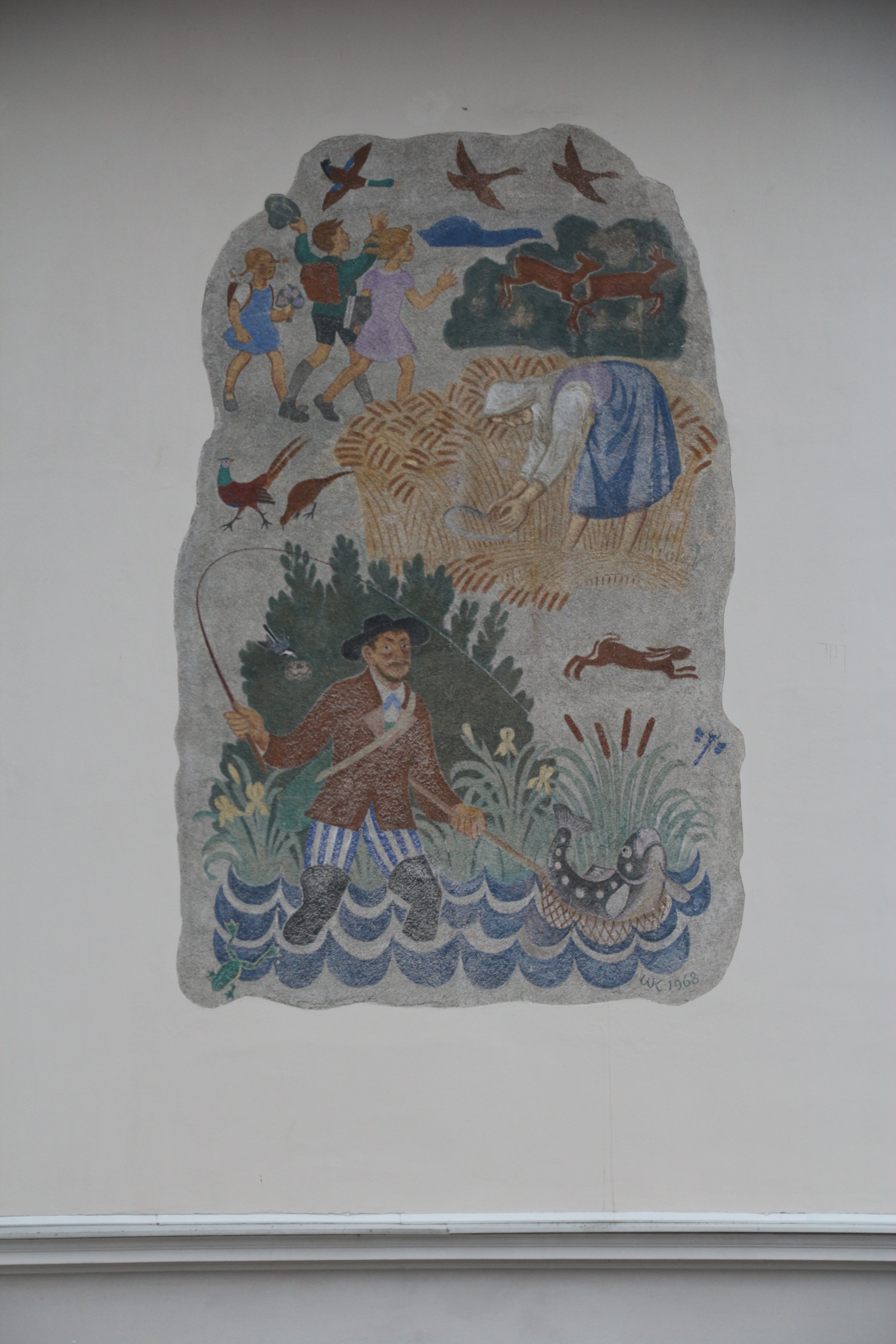
Wandmalerei von Wilhelm Kaufmann an der alten Volksschule in Salzburg-Liefering

1926 arbeitete er zusammen mit Anton Kolig und Robin Christian Andersen an der Herstellung der Gobelins für das Salzburger Festspielhaus. In den Jahren zwischen 1938 und 1945 lebte er in „innerer Emigration“, meist im Pinzgau (Land Salzburg). Während dieser Zeit hütete er auch die ihm von der jüdischen Malerin Helene von Taussig übergebenen Werke.
Nach dem Krieg beteiligte er sich voll Idealismus am kulturellen Wiederaufbau seines Landes. Er konnte bald England besuchen, wo er als Porträtist schon vor dem Zweiten Weltkrieg bekannt geworden war. 1952 wurde Kaufmann Kunstlehrer an der Westtown School in Pennsylvania. Von dort übersiedelte er nach Kanada, um hier als Lehrer und freier Maler tätig zu sein. Zwischen 1953 und 1957 lebte er hier und zeichnete die vielfältige unberührt-harmonische Natur. In mehreren längeren Aufenthalten lernte Kaufmann Albert Schweitzer und sein Urwaldspital in Lambarene kennen und beschäftigte sich dabei mit ursprünglichen Lebensweisen und Lebensformen von Naturvölkern.
In zahlreichen Wandmalereien zeichnet Kaufmann einen bilderbuchhaften klaren Erzählstil. Bekannt sind die vielen Porträts des Künstlers, die meist pastos-koloristisch gestaltet sind. Das zentrale Thema seiner Malarbeit war immer wieder die Suche nach dem Gleichklang zwischen Natur und der menschlichen Zivilisation.
Auch noch im hohen Alter arbeitete Kaufmann in seinem Atelier im Salzburger Künstlerhaus unermüdlich als Maler weiter und war auch dann noch immer wieder bereit, sich kritisch mit vielfältigen aktuellen Zeitfragen auseinanderzusetzen und sich kraftvoll und politisch sehr aktiv für Fragen der Stadtgestaltung und Grünraumerhaltung einzusetzen.
In seinen letzten Lebensjahren schuf er in Zusammenarbeit mit Martin Gredler, in der Druckwerkstätte der Slavi Soucek Stiftung im Trakl-Haus in Salzburg, zahlreiche Farblithographien seiner Ölbilder. Von 1995 bis 1998 wurden in 9 Ausstellungen 9 dieser Lithographien im „1Blick. Kunst im Vorhaus“, in Hallein ausgestellt: „Die Straße nach Babati“, „Der Berg Sekolumu“, „Der große Kapokbaum“ ...

## Würdigung
Zu Ehren ihres Mitbegründers Kaufmann hat die Salzburger Entwicklungshilfe-Organisation im Rahmen der Städtepartnerschaft Salzburg-Singida den Wilhelm-Kaufmann-Preis für Entwicklungszusammenarbeit ins Leben gerufen.
Im September 2011 wurde der Wilhelm-Kaufmann-Steg über die Salzach eröffnet, der im Süden der Stadt Salzburg die Stadtteile Aigen und Josefiau verbindet.